# Salins de Gruissan
Les salins de Gruissan, appelés également les salins de l'île Saint Martin, se trouvent dans le département de l'Aude, plus précisément à une quinzaine de kilomètres de Narbonne, dans la commune de Gruissan.

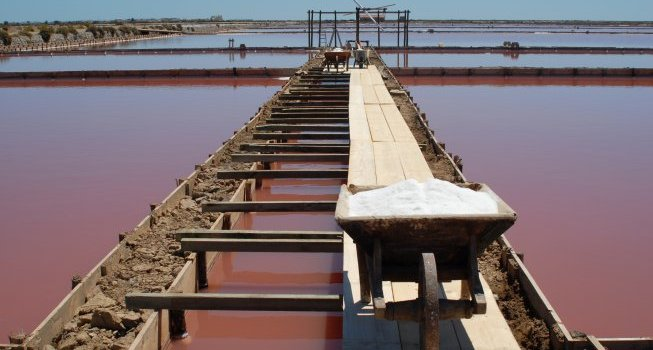
Salins de l'île Saint Martin

## Géographie
Situés entre le massif de la Clape (île Saint Martin) et la mer Méditerranée, entre l'étang de l'Ayrolle et l'étang du Grazel, les salins s'étendent sur 400 hectares. Ils sont idéalement situés puisqu'ils profitent du vent chaud et continental narbonnais, le cers. Ce vent contribue à l'évaporation de l'eau et permet de sécher les dunes de sel.
Le site est classé en ZNIEFF (910011252).

## Histoire
La production des salins de Gruissan remonte à l'époque romaine, avec un commerce du sel déjà important. L’exploitation des salins sous leur forme actuelle a débuté en 1911, sur une surface d’environ 350 hectares. Dans les années 1970, elle faisait vivre une trentaine de familles.
Alors propriété des Salins du Midi, l'exploitation du site des salins de Gruissan est abandonnée en 2004. Elle est reprise en 2009 par un particulier (Patrick Gabanou, ancien saunier).

## Fonctionnement
Les bassins sont remplis d'eau de mer au printemps et s'évaporent en été. Le sel est récupéré en automne. Pendant l'hiver, les salins ont une faible activité. La couleur rose rouge des salins a pour origine la présence d'une algue halophile, c'est-à-dire qui se développe dans les milieux salés.
Sur le site de Gruissan, deux sauniers s'occupent de la récolte et du tri naturel entre les bassins.

## Écomusée
Le métier de saunier ainsi que le fonctionnement de la récolte du sel sont expliqués à travers des visites guidées au sein du site des salins. Complétée par la visite de l’écomusée, l’histoire du sel est présentée en lien étroit avec l’environnement viticole, autre grand symbole de la culture audoise.